# Klockrike
Klockrike – miejscowość (tätort) w Szwecji, w regionie administracyjnym (län) Östergötland, w gminie Motala.
Według danych Szwedzkiego Urzędu Statystycznego liczba ludności wyniosła: 248 (31 grudnia 2015), 252 (31 grudnia 2018) i 253 (31 grudnia 2019).